# Porphyrinia marginata
Porphyrinia marginata är en fjärilsart som beskrevs av Leo Schwingenschuss 1935. Porphyrinia marginata ingår i släktet Porphyrinia och familjen nattflyn. Inga underarter finns listade i Catalogue of Life.